# Tony Jennevret
Lars Tony Jennevret, född 4 augusti 1964 i Sandviken, är en svensk fotbollstränare och tidigare fotbollsspelare. Han spelade på elitnivå 1981-1986 i Sandvikens IF, som vid den tidpunkten spelade i division 2. Han har varit huvudtränare, assisterade tränare och värvningsansvarig i division 2-lag (Sandviken IF). Han var värvningsansvarig åt IFK Norrköping 2007-2008 och åter från 2010.
Han är idag även tränare i Årsunda IF i div.4 Gästrikland